# مارك جونسون (لاعب هوكي الجليد)
مارك جونسون (بالإنجليزية: Mark Johnson)‏ (و. 1957  م) هو لاعب هوكي الجليد، من الولايات المتحدة، ولد في منيابولس، مينيسوتا، شارك في الألعاب الأولمبية الشتوية 1980، يلعب كمهاجم ‏.

## التعليم
تعلم في جامعة ويسكونسن-ماديسون.

## وصلات خارجية
- مارك جونسون على موقع دوري الهوكي الوطني (الإنجليزية)
- مارك جونسون على موقع قاعة مشاهير الهوكي (لاعب أن.إتش.أل) (الإنجليزية)
- مارك جونسون على موقع EliteProspects.com (الإنجليزية)
- مارك جونسون على موقع HockeyDB.com (الإنجليزية)
- مارك جونسون على موقع Hockey-Reference.com (الإنجليزية)
- مارك جونسون على موقع أوليمبيديا (الإنجليزية)